# Calydia setosa
Calydia setosa là một loài bướm đêm trong họ Noctuidae.